# (113388) Davidmartinez
(113388) Davidmartinez est un astéroïde de la ceinture principale.

## Description
(113388) Davidmartinez est un astéroïde de la ceinture principale. Il fut découvert le 28 septembre 2002 à Pla D'Arguines par Rafael Ferrando. Il présente une orbite caractérisée par un demi-grand axe de 3,14 UA, une excentricité de 0,17 et une inclinaison de 4,3° par rapport à l'écliptique.

## Compléments